# Никольское 3-е
Никольское 3-е — деревня Верхнехавского района Воронежской области.
Входит в состав Верхнемазовского сельского поселения.

## География

### Улицы
- ул. Гагарина.

## Население
| 1859 | 2000 | 2005 | 2010 |
| ---- | ---- | ---- | ---- |
| 351  | ↘43  | ↘27  | ↘18  |

## История
Уроженцем села является Герой Советского Союза Павел Анищенков (1919—1990).